# 佐賀村 (山口県)
佐賀村（さがそん）は、山口県熊毛郡にあった村。現在の平生町の周防灘沿岸にあたる。

## 地理
- 海洋 ： 周防灘
- 山岳 ： 神花山、箕山、大星山
- 河川 ： 田布施川
- 島嶼 ： 佐合島

## 歴史
- 1889年（明治22年）4月1日 - 町村制の施行により、尾国村・佐合島・小郡村・佐賀村の区域をもって発足。
- 1955年（昭和30年）1月1日 - 平生町・大野村・曽根村と合併し、改めて平生町が発足。同日佐賀村廃止。